# Tisanić Jarek
Tisanić Jarek es una localidad de Croacia en el municipio de Zabok, condado de Krapina-Zagorje.

## Geografía
Se encuentra a una altitud de 171 m s. n. m. a 43,8 km de la capital nacional, Zagreb.

## Demografía
En el censo 2011, el total de población de la localidad fue de 346 habitantes.